# Westdeutscher Verein für Colonisation und Export
Der Westdeutsche Verein für Colonisation und Export wurde 1881 von Industriellen des Rheinlandes und Westfalens gegründet, um ihre Geschäftsinteressen auch durch koloniale Aktivitäten zu unterstützen.

## Gründung
1880 fanden Besprechungen späterer Gründungsmitglieder des Vereins statt und schließlich wurde von »verschiedenen Herren der westdeutschen Großindustrie und des höheren Beamtentums« die Vereinsgründung beschlossen und eine Werbekampagne verabredet, die der öffentlichen Konstituierung vorausgehen sollte. Am 14. Januar 1881 wurde ein Werbeschreiben an die Presse verschickt für die konstituierende Versammlung eines Zweigvereins des 1878 in Berlin gegründeten Centralvereins für Handelsgeographie und Förderung deutscher Interessen im Auslande. Im Werbeschreiben hieß es: „Immer lebhafter wird in Deutschland das Bedürfnis überseeischer Kolonien empfunden, welche unseren ländlichen und anderen Auswanderern ein neues deutsches Heim gewähren, dem Kapital sichere und hohe Rente, der Industrie vermehrten Absatz, Handel und Schiffahrt neue Gelegenheit zu gewinnbringender Tätigkeit eröffnen“. Die Anmeldung zur Teilnahme an der konstituierenden Versammlung war an den Generalsekretär des Centralverbandes Deutscher Industrieller zu richten.
Am 29. Januar 1881 tagte in der Düsseldorfer Tonhalle die konstituierende Versammlung. Etwa sechzig der wichtigsten Vertreter der rheinisch-westfälischen Großindustrie, des Großhandels und sonstige »Notabilitäten« hatten sich versammelt. Der Kolonialpropagandist Friedrich Fabri, der auch ein Vorbereiter der Gründung des Vereins war, hielt die Eröffnungsrede und Fabri wurde auch zum Vorsitzenden des Vereins gewählt.
Als »Hauptzweck seiner Tätigkeit«
betrachtete der Verein:
- die Förderung der nationalen Bewegung für den Erwerb von Ackerbau- und Handelskolonien für das Deutsche Reich,
- die Hebung des deutschen Exports,
- die nationale Verwertung der Auswanderung durch Errichtung von Kolonisationsvereinen und
- die Anregung zu handelskolonisatorischen und sonstigen überseeischen Produktionsunternehmungen.

Nominell war der Centralverein für Handelsgeographie und Förderung deutscher Interessen im Auslande in Berlin der Dachverband des Westdeutschen Vereins für Colonisation und Export in Düsseldorf, tatsächlich aber handelte der Westdeutsche Verein weitgehend selbständig und war auch schon von seinen Mitgliedern her wesentlich bedeutender als der Berliner Centralverein, weshalb es aber zunächst keinen Gegensatz zwischen beiden Vereinen gab, denn der Berliner Verein war mehr auf die Schaffung von Verbindungen zwischen Firmen in kolonialen Wirtschaftsbereichen ausgelegt, während der Düsseldorfer Verein wirtschaftliche Kolonialinteressen der westdeutschen Großindustrie vertrat und allgemeine Kolonialpropaganda betreiben wollte. Doch bald gab es Misshelligkeiten, die hauptsächlich in Rivalitäten der Führer der Kolonialbewegungen in Deutschland lagen und bis in die Mitte der 1880er Jahre andauerten.
Bald nach der Gründung des Westdeutschen Vereins war die Höchstzahl von 36 möglichen Vorstandsmitgliedern erreicht. Im Vorstand saßen die Vertreter von Schwer-, Textil- und Konsumgüterindustrie, Fertigwarenproduktion und Bankwesen des wichtigsten Wirtschaftsgebietes Deutschlands.

## Erste bedeutende Aktivität
Die erste große Aufgabe, die sich der Verein stellte, war das Eingreifen in die Reichstagswahl vom Oktober 1881 zu Gunsten der Kolonialbewegung. Im Auftrag von Fabri schrieb Wilhelm Hübbe-Schleiden Mitte 1881 seine »Motive zu einer überseeischen Politik Deutschlands«. Die »Motive« waren Teil eines in Tausenden von Exemplaren verbreiteten und Anfang August 1881 an zahlreiche Zeitungsredaktionen gesandten und vielfach abgedruckten Rundschreibens, in dem der Vorstand des Westdeutschen Vereins dazu aufrief, »der überseeischen Politik auch bei den Reichstagswahlen zu gedenken«, den aufgestellten Kandidaten in ihren Wahlkreisen ein Votum zur Kolonialfrage abzuverlangen und, soweit dies positiv ausfalle und nicht »überwiegende Gründe politischer Natur anderes gebieten«, ihre Wahl nach Kräften zu unterstützen.
Die bedeutende Zeitung Hamburgischer Correspondent schrieb über die Kolonialinitiative des Westdeutschen Vereins, dass der Vorstoß des Westdeutschen Vereins die Kolonialfrage erstmals »aus dem Rahmen rein theoretischer Erörterung heraus zu einem politischen Programm erhoben« habe.
Die umworbenen politischen Parteien nahmen aber die Kolonialfrage als
Wahlkampfthema noch nicht auf.

## Mitgliederwerbung und Ausbreitung des Westdeutschen Vereins
Die Mitgliederwerbung des Westdeutschen Vereins trug im ersten Jahr nahezu ausschließlich den Charakter der Notabelnwerbung, um hervorragende Interessenvertreter der Wirtschaft und Honoratioren »von Belang« zu gewinnen. Diese individuelle Werbung zeitigte rasche Erfolge. Auf den Vorstandslisten des Vereins standen schon 1881/82 zahlreiche gewichtige Namen von »Notabilitäten« und Interessenvertretern des Industrie- und Handelskapitals des Industriegebietes an Rhein und Ruhr. Es war aber nicht die Absicht des Vereinsvorsitzenden Friedrich Fabri einen Klub der Honoratioren zu begründen, sondern er wollte breitere Schichten der deutschen Bevölkerung erreichen. Mangels anderer Möglichkeiten sah er sich noch im März 1882 genötigt, die versammelten Vereinsmitglieder aufzurufen, »die Propaganda für unseren Verein in ihren Kreisen doch freundlich selbst übernehmen zu wollen«. Viele Mitglieder glaubten aber der ›Propaganda‹ durch ihre bloße Beitrittserklärung schon Genüge getan zu haben. »Es genügt ja in der Tat nicht, dass wir einen Gesamtvorstand für Rheinland und Westfalen haben, welcher das Jahr etwa sechsmal zu Sitzungen zusammentritt und einen größeren Kreis von Freunden einmal zu einer Generalversammlung einlädt«, ermahnte Fabri den Vorstand.
Es gelang Fabri 1883 eine Satzungsänderung des Vereins durchzusetzen. Sie sollte die Gründung von lokalen Abteilungen ermöglichen, für die Intensivierung der Öffentlichkeitsarbeit. 26 Sektionen mit mehr als 50 Mitgliedern wurde das Recht eingeräumt, einen Vertreter in den Vorstand des Westdeutschen Vereins zu entsenden. Conrad Bertelsmann gründete am 5. November 1883 den Bielefelder »Verein für Kolonialpolitik«, der sich dem Westdeutschen Verein als Sektion anschloss. In diesem Verein fanden sich die hervorragendsten Vertreter aus Industrie, Großhandel, Bankwesen und Verwaltung mit Honoratioren des örtlichen Bildungsbürgertums und Großagrariern der näheren Umgebung zusammen. Dieser mit 65 Gründungsmitgliedern konstituierten ersten lokalen Sektion des Westdeutschen Vereins folgte 1884 die Sektion Gelsenkirchen und Umgebung mit 98 Gründungsmitgliedern unter dem Vorsitz des Industriemagnaten Emil Kirdorf. Dann folgte Köln mit seinen rund 100 Vereinsmitgliedern. In dieser Lage befand sich der Westdeutsche Verein im Jahr 1884, als die im gleichen Jahr begonnene Erwerbung von Kolonien für Deutschland der kolonialen Vereinsarbeit mächtigen Auftrieb gab.
Der Anschluss an den Deutschen Kolonialverein, die Bildung von Zweigvereinen und das allmähliche Abgehen von der reinen Notabelnwerbung hoben die Mitgliederzahl des Westdeutschen Vereins von 421 im Frühjahr 1883 auf 1058 im Frühjahr 1884. Im Juni 1885 zählte der Verein 2000 Mitglieder. Dabei blieb es auch 1886. Der Grund für die plötzliche Stagnation lag vor allem in den schweren Richtungskämpfen zwischen dem Deutschen Kolonialverein und der 1884 von Carl Peters gegründeten Gesellschaft für deutsche Kolonisation.

## Die Propaganda des Westdeutschen Vereins
Die Unkenntnis von Fabri und des Vereinsvorstandes über propagandistische Arbeit führten im Sommer 1882 zur Entsendung von Timotheus Fabri, einem Sohn von Friedrich Fabri, und Wilhelm Hübbe-Schleiden zu einer mehrwöchigen Reise nach England, um die Werbemethoden der dortigen Kolonialbewegung zu studieren. Die englische Kolonialbewegung war allerdings damit beschäftigt, das britische Kolonialreich gegen seine landesinternen Kritiker zu verteidigen, während die deutsche Kolonialbewegung erst noch Kolonien erwerben wollte.
Der Westdeutsche Verein richtete ein Büro ein, in dem dann auch die seit Januar 1883 erscheinende Zeitschrift des Vereins, die Colonialpolitische Correspondenz, redigiert wurde. Neben der Colonialpolitische Correspondenz wurden Werbeschreiben und Aufrufe versendet und auch Broschüren erschienen. Dazu veranlasste Fabri die »rhetorische Agitation«, die Vortragsarbeit des Westdeutschen Vereins, auszudehnen. Hauptschwierigkeit dabei war das Finden von Rednern mit Kolonialfachwissen. Fabri äußerte 1882: »Sie fehlen heute in Deutschland noch so gut wie völlig«. Schließlich gingen Mitarbeiter des Vereins auf Vortragsreisen auch außerhalb des rheinisch-westfälischen Raumes.
Eine weitere Maßnahme zur Verbreitung der Kolonialwerbung waren die öffentlichen Veranstaltungen im Anschluss an die jährlichen Generalversammlungen des Vereins, die Fabri zu Höhepunkten des kolonialen Vereinslebens im westlichen Reichsgebiet gestaltete. Dafür wurden zum Beispiel Afrikareisende wie der Meteorologe Alexander von Danckelmann, der sich im Auftrag des Königs Leopold II. von Belgien längere Zeit in Zentralafrika aufgehalten hatte, und der als Begleiter von Carl Peters auf der ersten Usagara-Expedition bekannt gewordene Carl Jühlke für Vorträge engagiert.

## Mitbegründung des Deutschen Kolonialvereins
Als im November 1882 der Gründungsaufruf für den Deutschen Kolonialverein verfasst und verschickt wurde, gehörten zu den Unterzeichnern des Gründungsaufrufes auch der Vorsitzende des Westdeutschen Vereins, Friedrich Fabri, und auch einige weitere Mitglieder des Westdeutschen Vereins, die einen schlagkräftigen, alle Kolonialbefürworter in Deutschland zusammenfassenden Verein als Dachorganisation schaffen wollten.
Während der Vorbereitungen für die Gründung des Deutschen Kolonialvereins in Frankfurt am Main ab Mitte 1882 nahmen die Spannungen zwischen dem Westdeutschen und dem Centralverein ständig zu. Der Bruch zwischen dem Berliner Verein und dem Düsseldorfer Verein war von erheblicher Bedeutung für das rasche Anwachsen des neuen Frankfurter Vereins, der den Zweigvereinen des Centralvereins, deren größter der Westdeutsche Verein war, als neuer Dachverband eine konkrete Alternative zu bieten hatte. Der neue Kolonialverein in Frankfurt am Main war als reine Propagandaorganisation gedacht, während der Centralverein mehr wirtschaftliche Bereiche der kolonialen Tätigkeit bearbeitete.
Die Düsseldorfer Generalversammlung des Westdeutschen Vereins erteilte im März 1883 dem Vorstand die Vollmacht zu Fusionsverhandlungen mit dem Deutschen Kolonialverein, legte ihn aber auf zwei wichtige Bedingungen fest: Die 1881 in § 2 der Satzungen fixierte Zweckbestimmung sollte nicht geändert werden und das Rheinland und Westfalen dem Westdeutschen Verein vorbehalten bleiben. Den zwischen beiden Vereinen ausgehandelten »Kölner Punktationen« nach schloss sich der Westdeutsche Verein dem Deutschen Kolonialverein als Regionalverband an. Gleichzeitige Mitgliedschaft in beiden Vereinen war möglich. Einige Vorstandsmitglieder des Westdeutschen Vereins wurden auch Vorstandsmitglieder des Kolonialvereins. So auch Friedrich Fabri.
Im März 1883 konnte der Kolonialverein, der vier Monate nach seiner Gründung schon fast 1.900 Mitglieder zählte, 421 Mitglieder des Westdeutschen Vereins in sein Mitgliederverzeichnis eintragen, deren wirtschaftliche Bedeutung und soziale Stellung aber erheblich schwerer wogen als ihre bloße Zahl. Seit 1883 war der Westdeutsche Verein für Colonisation und Export die wichtigste und mitgliederstärkste Sektion des Deutschen Kolonialvereins.
Die Colonialpolitische Correspondenz wurde dem Kolonialverein als Presseorgan zur Verfügung gestellt. Dann wurde das Blatt, welches zuletzt in einer Auflage von 4.000 Exemplaren erschien, eingestellt und seine Nachfolge trat 1884 die Deutsche Kolonialzeitung an.

## Ende
Nach Ablauf seiner dreijährigen Amtszeit 1884 wurde Friedrich Fabri für drei weitere Jahre als Vorsitzender des Vereins bestätigt und behielt diese Position bis zur Auflösung des Vereins.
Mit seiner 5. Generalversammlung vom 17. Juni 1886 in Düsseldorf scheint der Westdeutsche Verein zum letzten Mal als Regionalverband des Deutschen Kolonialvereins in einer eigenen größeren Veranstaltung an die Öffentlichkeit getreten zu sein. Der letzte Hinweis auf den Verein findet sich im Jahresbericht des Kolonialvereins vor dessen 4. Generalversammlung im Mai 1887 in Dresden.
Bei der Gründung des Westdeutschen Vereins für Colonisation und Export im Jahre 1881 war eine Erwerbung von Kolonien für Deutschland nicht abzusehen, bei seiner Auflösung 1887 war das Deutsche Reich drittgrößte Kolonialmacht (Deutsche Kolonien) nach Großbritannien und Frankreich. Gehörten die Vereinsgründer einer hauchdünnen wirtschaftlichen Spitzenschicht der Gesellschaft an, die vollkommen unerfahren in kolonialen Angelegenheiten war, so zeigte sich, dass Kolonien für die Großindustrie als Markt uninteressant waren. Im Vorstand wurden konkrete Exportchancen diskutiert und projektierte Überseeunternehmen auf ihre Rentabilität hin durchkalkuliert, aber zu tatsächlichen Unternehmungen kam es nicht, das Interesse der Großindustriellen an Kolonien schwand und so war der Verein für sie nicht mehr von Nutzen.
Der Deutsche Kolonialverein wurde am 19. Dezember 1887 mit der Gesellschaft für deutsche Kolonisation zur Deutschen Kolonialgesellschaft verschmolzen. Der Gebietsbereich des Westdeutschen Vereins für Colonisation und Export als lokale Abteilung des Deutschen Kolonialvereins wurde der »Niederrheinisch-westfälische Gauverband« der Deutschen Kolonialgesellschaft.